# Cirkelbroen
Pour les articles homonymes, voir Cercle (homonymie) et Circle.
À ne pas confondre avec le pont de la lagune Garzón, en Uruguay.
Le Cirkelbroen ou Circle Bridge, littéralement le pont aux cercles, est un pont piétonnier situé à l'entrée sud du canal de Christianshavns (en), dans le quartier Christianshavn de Copenhague. Il relie Applebys Plads (en) au sud, à Christiansbro, au nord. Il a été conçu par Olafur Eliasson.

## Construction

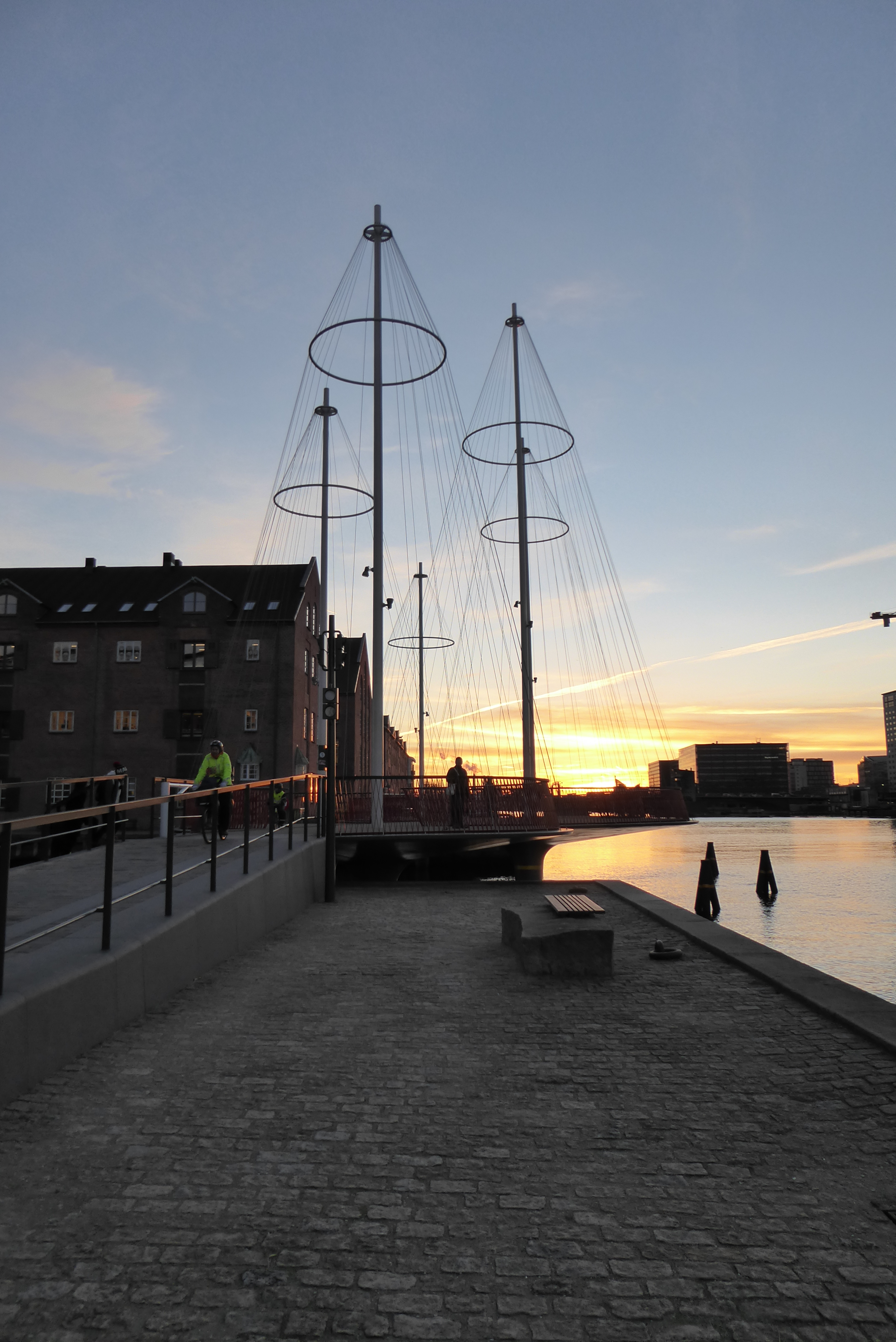
Le Cirkelbroen vu depuis le nord.

Le Cirkelbroen est annoncé pour la première fois en 2009, après que la Nordea Foundation décide d'offrir le pont en don à la ville de Copenhague pour créer plus d'espaces ouverts pour les gens de la ville. Les plans d'Eliasson sont complétés la même année. La longueur choisie au début pour le pont était de 32 mètres, mais a été changé plus tard. Au coût d'environ 4.56 millions € (34 millions DKK), parmi lesquels environ 1 million € sont payés par la ville, le pont était censé être complété en 2012. 
Il est finalement complété le 22 août 2015.

## Description
Le pont consiste en cinq plateformes rondes sur lesquels sont posés des mâts de hauteurs différentes. Les mâts sont soutenus par 118 câbles, ce qui leur donne une allure de voiliers. La forme du pont permet de mettre en valeur les barrières du pont, inclinées vers l'intérieur. Ils sont faits de Clarisia racemosa (de), un arbre brésilien. 
Fait d'acier, le pont est ouvert aux coureurs, piétons et cyclistes, qui sont environ 5000 à passer chaque jour. Sa hauteur libre permet le passage de petits bateaux motorisés de tourisme, mais pour les bateaux de plus grand calibre, celui-ci peut s'ouvrir en arc horizontal.